# Unai Intziarte
Unai Intziarte Muñoz (San Sebastián, 16 de mayo de 1991) es un ciclista español.

## Trayectoria
En 2014 ganó la Copa de España de Ciclismo como amateur. Debutó como profesional con el equipo Murias Taldea en 2015. En 2016 se recalificó como amateur recalando en las filas del conjunto Aldro Team creado por Manolo Saiz.

## Palmarés
No ha conseguido victorias como profesional.

## Equipos
- Murias Taldea (2015)